# جيش تينيسي
جيش تينيسي كان تابع لجيش الاتحاد. شارك في الحرب الأهلية الأمريكية. أخذ الاسم من نهر تينيسي.